# Dolmen de Lapeyrière
Le dolmen de Lapeyrière est un dolmen situé sur la commune de Brengues dans le département du Lot. 
Il a été fouillé puis restauré par Jean Clottes en 1965.

## Architecture
Le tumulus s'élève à environ 1,50 m de hauteur. Il est de forme ovalaire avec un diamètre d'environ 13 m à 15 m. Il est probable que cette forme ovalaire résulte d'une déformation ultérieure de la construction initiale par adjonctions successives de pierres résultant des travaux d'épierrage des champs avoisinants. Cette transformation du tumulus en cayrou serait d'ailleurs peut-être à l'origine du nom de l'édifice Lapeyrière.
Le dolmen est du type dolmen simple avec une chambre sépulcrale rectangulaire. La longueur exceptionnelle des orthostates et de la table elle-même délimitent  une chambre  d'une grande longueur pour une largeur moyenne d'environ 1,10 m. Elle est orientée au sud-est (azimut 139°).
| Dalle                                                   | Longueur | Épaisseur | Largeur |
| ------------------------------------------------------- | -------- | --------- | ------- |
| Table                                                   | 4,30 m   | 0,55 m    | 2,40 m  |
| Fragment probable de la table                           | 2 m      | 0,55 m    | 2,50 m  |
| Orthostate droit                                        | 4,10 m   | 0,43 m    | 1,60 m  |
| Orthostate gauche (brisé en 2)                          | 4,15 m   | 0,40 m    | 1,60 m  |
| Chevet                                                  | 1,10 m   | 0,10 m    | 1,15 m  |
| Fermeture                                               | 0,70 m   | 0,10 m    | 0,70 m  |
| Données : Inventaire des mégalithes de la France, 5-Lot |          |           |         |

La dalle de fermeture, de petite taille, «a du être placée là très postérieurement à la construction du dolmen, puisqu’elle reposait sur les déblais de violations anciennes et qu'elle était de trop petite dimension pour fermer la chambre».

## Vestiges osseux et mobilier funéraire
La chambre sépulcrale ayant été précédemment violée et pillée à une période inconnue, les découvertes archéologiques y ont été assez décevantes. 
Les vestiges osseux d'origine humaine étaient très abimés ou très petits hormis un fragment de fémur. « Le petit nombre de dents (163, soit 6 à 7 individus), inhabituel pour un dolmen de cette taille, confirmait les violations ». Les vestiges osseux d'origine animale retrouvés (lapin, campagnol, blaireau, lézard, hérisson, porc ou sanglier, mouton) peuvent aussi bien résulter de dépôts volontaires que du passage d'une faune intrusive mais il est impossible de trancher en l'absence d'existence d'une couche archéologique vierge.
Un petit vase intact a tout de même pu être mis au jour près de la dalle de chevet. Il renfermait des fragments de crâne humain. Le style de la céramique (anse cannelée en forme de « X ») a permis de le dater du début du Bronze final. En outre, 24 fragments de poterie non identifiables, 1 perle annulaire en jayet, 1 petit éclat de silex blond et 1 fragment de bronze ou de cuivre ont été découverts.
En définitive, si la construction du monument peut être datée du Chalcolithique récent, il a fait l'objet d'un vidage total au Bronze final à des fins de réutilisation.